# Sint-Audomaruskerk (Ledringem)
De Sint-Audomaruskerk of Sint-Omaarskerk (Frans: Église Saint-Omer) is de parochiekerk van de gemeente Ledringem in het Franse Noorderdepartement.

## Geschiedenis

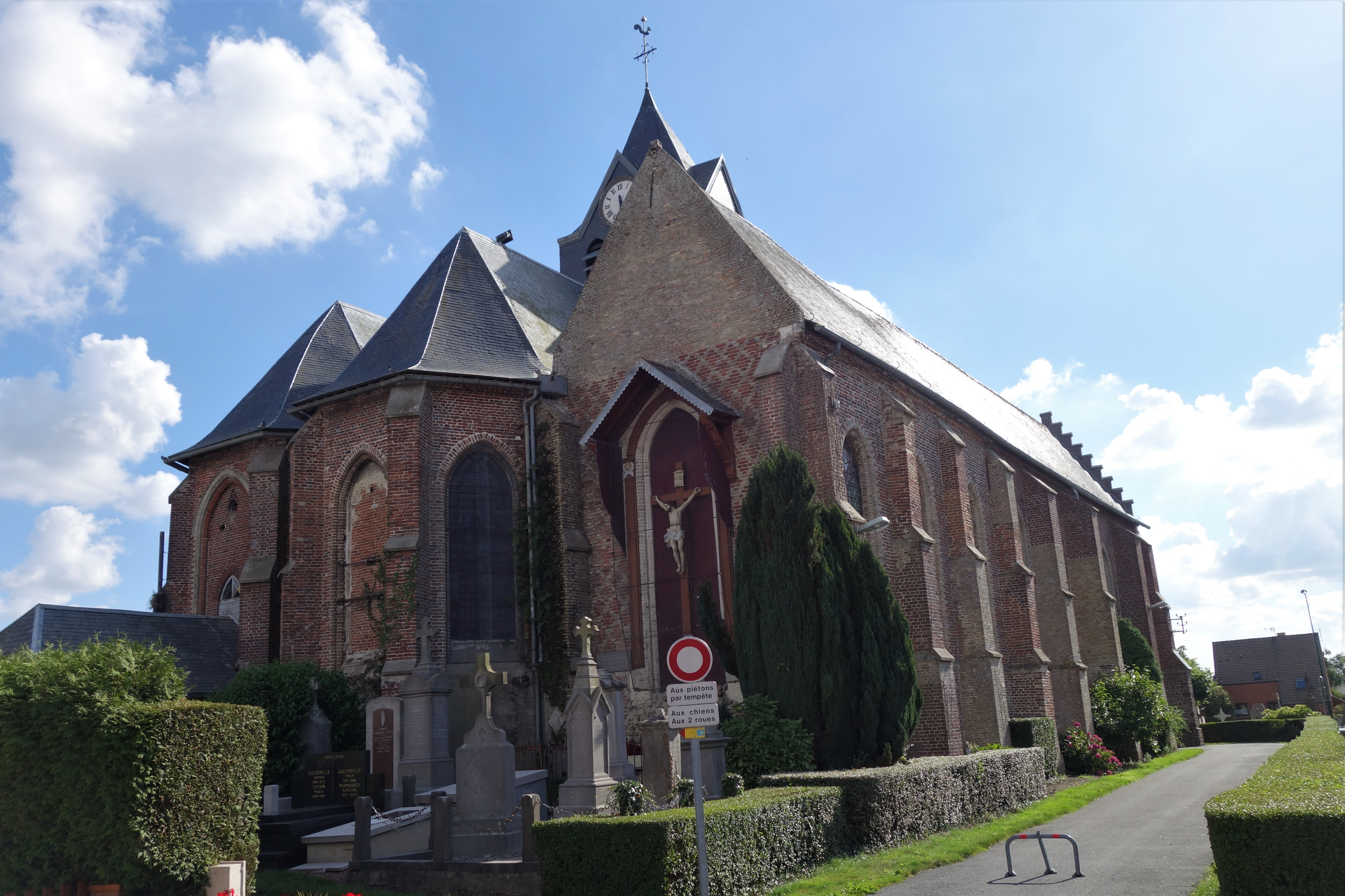
Koorzijde van de kerk

Deze gotische hallenkerk werd gebouwd tussen 1548 en 1618, maar bevat restanten van een vroeger kerkgebouw, wat blijkt uit muurresten van ijzerzandsteen. De kerk heeft een vieringtoren welke romaanse resten in ijzerzandsteen van midden 12e eeuw toont.
De westgevels van de zijbeuken zijn voorzien van trapgevels. De kerk bevat metselaarstekens.

## Interieur
De kerk heeft een Sint-Nicolaasaltaar in barokstijl van de 17e eeuw. De kerk bezit een 18e-eeuws schilderij voorstellende Onze-Lieve-Vrouw van de Rozenkrans.